# Dazzle Ships
Dazzle Ships is het vierde muziekalbum van Orchestral Manoeuvres in the Dark, uitgegeven in 1983.

## Geschiedenis
Het album is de opvolger van het ook in Nederland succesvolle Architecture and Morality. De heren voelden een enorme druk om dat succes te evenaren, terwijl het plezier van musiceren (ooit het doel van het oprichten van de band) langzaam verdween. Er ontstond een soort schrijversblok. Al met al leverde het een wisselvallig album op; critici en luisteraars lieten het album links liggen. Tegelijkertijd werd een nieuwe groep fans aangetrokken; het somber gestemde album bevat geluidscollages, radiofragmenten van Radio Praag uit de communistische periode en thema’s als Koude Oorlog en Oostblok. Het is een van de meest experimentele popalbums uit die tijd. In tegenstelling tot die “zware” fragmenten staan er toch ook een aantal typische vrolijke en dansbare OMD-singles op.
Producer van dienst was Rhett Davies, die eerder opnamen had gemaakt met onder meer Roxy Music.
DinDisc, het oorspronkelijke platenlabel van OMD, was inmiddels opgehouden te bestaan en het album zou uitgegeven worden onder het merk Virgin Records; om nog enigszins hun indie-status te waarmerken verscheen het album op het fictieve Telegraph-label.
De hoes en de titel verwijzen naar de marineterm Dazzle Ship, gecamoufleerde vaartuigen. Het ontwerp was van Peter Saville.

## Musici
Paul Humphreys, Andy McCluskey, Martin Cooper, Malcolm Holmes.

## Instrumenten
Humphreys en McCluskey experimenteerden op dit album met een nieuw toetsinstrument, de E-mu Emulator, een apparaat dat geluidsfragmenten kon opnemen en op willekeurige toonhoogten kon reproduceren.
Lijst van instrumenten:
- Roland Drumatix Rhythm Unit
- Eko guitars: Rhythmaker
- Korg MS-20
- Roland SH09
- Roland SH2
- E-mu Emulator synthesizer
- Novatron
- Prophet 5
- Oberheim OB-X
- Solina String Machine
- Vox Elektronisch orgel
- Speelgoedpiano
- Rainbow Orgel
- piano
- Gretsch Drums
- Ludwig Drums
- Premier Military Bass Drum
- Hammer Bass Block Guitar
- Fender Jazz Bass
- Spreek en spelmachine (speelgoed)
- Sanyo Electric Korte golfradio
- typemachine

## Track listing
Alle composities van OMD behalve waar anders vermeld:
Kant1
1. "Radio Prague" (bewerkt door OMD) – 1:18
2. "Genetic Engineering" – 3:37
3. "ABC Auto-Industry" – 2:06
4. "Telegraph" – 2:57
5. "This Is Helena" – 1:58
6. "International" – 4:25

Kant 2
1. "Dazzle Ships (Parts II, III & VII)" – 2:21
2. "The Romance Of The Telescope" – 3:27
3. "Silent Running" – 3:34
4. "Radio Waves" (OMD, John Floyd) – 3:45
5. "Time Zones" (bewerkt door OMD) – 1:49
6. "Of All The Things We've Made" – 3:27

Op 3 maart 2008 volgde een geremasterde versie op cd, vanwege het 25-jarig bestaan van het album. Daarbij zijn enige bonustracks toegevoegd:
1. "Telegraph (The Manor Version 1981)" – 3:25
2. "4-Neu" – 3:34
3. "Genetic Engineering (312MM Version)" – 5:12
4. "66 And Fading" – 6:33
5. "Telegraph (Extended Version)" – 5:38
6. "Swiss Radio International" – 1:03

De bonustrack Telegraph The Manor Version was oorspronkelijk opgenomen voor het vorig album, maar uiteindelijk niet meegenomen; Swiss Radio International was op het laatste moment weggelaten (terwijl er toch ruimte genoeg was). De track "Radio Prague" is afkomstig van het radiosignaal van dat station, gesproken in het Tsjechisch. "Time Zones" is een montage van tijdmeldingen in diverse talen, over elkaar heen gedubd. "This Is Helena", "ABC Auto-Industry" en "International" bevatten eveneens radiofragmenten, al dan niet tijdens de uitzending. "Dazzle Ships II, III en VII" zijn de enige delen, die ooit gecomponeerd zijn, Dazzle Ships I, IV, V en VI zijn nooit geschreven.

### Singles
Genetic Engineering
- 7": Telegraph VS 527

1. "Genetic Engineering" – 3:37
2. "4-Neu" – 3:33

- 12": Telegraph VS 527-12

1. "Genetic Engineering (312mm Version)" – 5:18
2. "4-Neu" – 3:33

De titel 4-Neu was een hommage aan de krautrock band Neu.
Telegraph
- 7": Telegraph VS 580

1. "Telegraph" – 2:57
2. "66-And Fading" – 6:40

- 12": Telegraph VSY 580-12

1. "Telegraph (Extended Version)" – 5:53
2. "66-And Fading" – 6:30

De 7-inch-singles zijn ook uitgegeven als picture discs.